# TABLO
TABLO（タブロ）は、日本のニュースサイト。運営はロフトプロジェクト。編集長は久田将義。

## 概要
前身は「実話ナックルズ」（ミリオン出版）元編集長の久田将義が編集長を務めていた2013年7月19日創刊（サイト開設）の「日刊ナックルズ」。2014年1月1日に「TOKYO BREAKING NEWS」に改題。
2017年11月22日、「TOKYO BREAKING NEWS」をリニューアルする形で「TABLO」創刊。
ライブハウス・ロフトやロフトプラスワンを運営するロフトプロジェクトがサイト運営を担当。久田が編集長、「BLACK ザ・タブー」（ミリオン出版）元編集長の岡本タブー郎が副編集長を務めている。「TABLO」は「BLACK ザ・タブー」の「TABOO」と「LOFT」のアナグラムで、タブロイド（Tabloid）にも掛けている。
創刊時のキャッチフレーズは「偉そうなヤツ、だいたい嫌い」だったが、2019年現在「人に優しいニュースサイト」に変更されている。

## 連載・執筆陣
- 久田将義「偉そうにしないでください。」
- 岡本タブー郎「ざわざわさせてやんよ」
- 吉田豪「ボクがこれをRTした理由」
- 青木理「逆張りの思想」
- 室井佑月「言い切りQ&A 質問に全部答えます」
- 川奈まり子「川奈まり子の奇譚蒐集 キュリオシティ・コレクション」
- 中川淳一郎「中川淳一郎の俺の昭和史」
- 成宮アイコ「傷つかない人間なんていると思うなよ」
- シバター「悪徳YouTuberシバターの おまえら、ユーチューバーになんかなるな！」
- 平野悠「ロフト席亭・平野悠の暴走対談」
- Mr.Tsubaking「どうした!?ウォーカー」
- プチ鹿島
- 春山有子

## 外部サイト
- 公式ウェブサイト
- TABLO｜タブロ (@TabloNews) - X（旧Twitter）
- 久田将義 (@masayoshih) - X（旧Twitter）
- 岡本タブー郎 (@the_taboo_) - X（旧Twitter） - 副編集長・岡本タブー郎のアカウント